# Ciclismo ai Giochi della XIX Olimpiade - Velocità
La prova della velocità di ciclismo su pista dei Giochi della XIX Olimpiade si è svolta dal 18 al 19 ottobre 1968 al Velódromo Olímpico Agustín Melgar di Città del Messico, in Messico.

## Programma
| Data            | Round                       |
| --------------- | --------------------------- |
| 18 ottobre 1968 | Primo turno e recuperi      |
| 18 ottobre 1968 | Secondo turno e recuperi    |
| 18 ottobre 1968 | Ottavi di finale e recuperi |
| 19 ottobre 1968 | Quarti di finale            |
| 19 ottobre 1968 | Semifinali                  |
| 19 ottobre 1968 | Finali                      |

## Risultati

### Primo turno
Prova unica il vincente al secondo turno, i restanti ai recuperi.
| Serie | Pos. | Atleta                   | Nazione             | Tempo | Note |
| ----- | ---- | ------------------------ | ------------------- | ----- | ---- |
| I     | 1    | Daniel Morelon           | Francia             | 11"24 | Q    |
| I     | 2    | Juan Reyes               | Cuba                |       |      |
| I     | 3    | Roberto Roxas            | Filippine           |       |      |
| II    | 1    | Pierre Trentin           | Francia             | 11"61 | Q    |
| II    | 2    | José Jaime Galeano       | Colombia            |       |      |
| II    | 3    | Pakanit Boriharnvanakhet | Thailandia          |       |      |
| III   | 1    | Giordano Turrini         | Italia              | 11"34 | Q    |
| III   | 2    | Sanji Inoue              | Giappone            |       |      |
| III   | 3    | Kensley Reece            | Barbados            |       |      |
| IV    | 1    | Omar Pkhak'adze          | Unione Sovietica    | 11"30 | Q    |
| IV    | 2    | José Pittaro             | Argentina           |       |      |
| IV    | 3    | Tarek Abou Al Dahab      | Libano              |       |      |
| V     | 1    | Roger Gibbon             | Trinidad e Tobago   | 11"15 | Q    |
| V     | 2    | Fan Yue-Tao              | Taiwan              |       |      |
| VI    | 1    | Robert Van Lancker       | Belgio              | 11"37 | Q    |
| VI    | 2    | Héctor Urrego            | Colombia            |       |      |
| VI    | 3    | Kim Gwang-Seon           | Corea del Sud       |       |      |
| VII   | 1    | Reg Barnett              | Gran Bretagna       | 11"34 | Q    |
| VII   | 2    | Bob Boucher              | Canada              |       |      |
| VIII  | 1    | Jan Jansen               | Paesi Bassi         | 11"10 | Q    |
| VIII  | 2    | Arturo García            | Messico             |       |      |
| IX    | 1    | Dino Verzini             | Italia              | 10"87 | Q    |
| IX    | 2    | Leslie King              | Trinidad e Tobago   |       |      |
| IX    | 3    | Rolando Guaves           | Filippine           |       |      |
| X     | 1    | Niels Fredborg           | Danimarca           | 10"91 | Q    |
| X     | 2    | Jocelyn Lovell           | Canada              |       |      |
| X     | 3    | Kriengsak Worawut        | Thailandia          |       |      |
| XI    | 1    | Leijn Loevesijn          | Paesi Bassi         | 10"92 | Q    |
| XI    | 2    | András Baranyecz         | Ungheria            |       |      |
| XI    | 3    | Tim Mountford            | Stati Uniti         |       |      |
| XII   | 1    | Gordon Johnson           | Australia           | 11"42 | Q    |
| XII   | 2    | José Mercado             | Messico             |       |      |
| XII   | 3    | Gwon Jung-Hyeon          | Corea del Sud       |       |      |
| XIII  | 1    | Jürgen Barth             | Germania Ovest      | 11"39 | Q    |
| XIII  | 2    | Carlos Roqueiro          | Argentina           |       |      |
| XIV   | 1    | Ivan Kučírek             | Cecoslovacchia      | 11"03 | Q    |
| XIV   | 2    | Ian Alsop                | Gran Bretagna       |       |      |
| XIV   | 3    | Aubrey Bryce             | Guyana              |       |      |
| XV    | 1    | Jackie Simes             | Stati Uniti         | 11"23 | Q    |
| XV    | 2    | Daniel Goens             | Belgio              |       |      |
| XV    | 3    | Kenneth Sutherland       | Honduras Britannico |       |      |
| XVI   | 1    | Peder Pedersen           | Danimarca           | 11"08 | Q    |
| XVI   | 2    | Serhiy Kravtsov          | Unione Sovietica    |       |      |
| XVI   | 3    | Edwin Torres             | Porto Rico          |       |      |
| XVII  | 1    | Miloš Jelínek            | Cecoslovacchia      | 11"40 | Q    |
| XVII  | 2    | John Nicholson           | Australia           |       |      |
| XVII  | 3    | Raúl Marcelo Vázquez     | Cuba                |       |      |

### Recuperi primo turno
Prova unica il vincente al secondo turno, i restanti eliminati.
| Serie | Pos. | Atleta                   | Nazione             | Tempo | Note |
| ----- | ---- | ------------------------ | ------------------- | ----- | ---- |
| I     | 1    | Sanji Inoue              | Giappone            | 11"60 | Q    |
| I     | 2    | Pakanit Boriharnvanakhet | Thailandia          |       |      |
| I     | 3    | Héctor Urrego            | Colombia            |       |      |
| II    | 1    | José Pittaro             | Argentina           | 11"41 | Q    |
| II    | 2    | Roberto Roxas            | Filippine           |       |      |
| II    | 3    | Aubrey Bryce             | Guyana              |       |      |
| III   | 1    | Tim Mountford            | Stati Uniti         | 11"03 | Q    |
| III   | 2    | Kim Gwang-Seon           | Corea del Sud       |       |      |
| III   | 3    | José Jaime Galeano       | Colombia            |       |      |
| IV    | 1    | Leslie King              | Trinidad e Tobago   | 11"35 | Q    |
| IV    | 2    | Juan Reyes               | Cuba                |       |      |
| IV    | 3    | Gwon Jung-Hyeon          | Corea del Sud       |       |      |
| V     | 1    | Jocelyn Lovell           | Canada              | 11"30 | Q    |
| V     | 2    | Arturo García            | Messico             |       |      |
| V     | 3    | Rolando Guaves           | Filippine           |       |      |
| VI    | 1    | András Baranyecz         | Ungheria            | 11"08 | Q    |
| VI    | 2    | Kriengsak Worawut        | Thailandia          |       |      |
| VII   | 1    | José Mercado             | Messico             | 11"27 | Q    |
| VII   | 2    | Kensley Reece            | Barbados            |       |      |
| VIII  | 1    | Carlos Roqueiro          | Argentina           | 11"15 | Q    |
| VIII  | 2    | Edwin Torres             | Porto Rico          |       |      |
| IX    | 1    | Ian Alsop                | Gran Bretagna       | 11"19 | Q    |
| IX    | 2    | Bob Boucher              | Canada              |       |      |
| X     | 1    | Daniel Goens             | Belgio              | 11"81 | Q    |
| X     | 2    | Fan Yue-Tao              | Taiwan              |       |      |
| XI    | 1    | Serhiy Kravtsov          | Unione Sovietica    | 11"56 | Q    |
| XI    | 2    | Raúl Marcelo Vázquez     | Cuba                |       |      |
| XII   | 1    | John Nicholson           | Australia           | 11"09 | Q    |
| XII   | 2    | Kenneth Sutherland       | Honduras Britannico |       |      |

### Secondo turno
Prova unica il vincente agli ottavi di finale, i restanti ai recuperi.
| Serie | Pos. | Atleta             | Nazione           | Tempo | Note |
| ----- | ---- | ------------------ | ----------------- | ----- | ---- |
| I     | 1    | Daniel Morelon     | Francia           | 10"94 | Q    |
| I     | 2    | Tim Mountford      | Stati Uniti       |       |      |
| II    | 1    | Pierre Trentin     | Francia           | 10"91 | Q    |
| II    | 2    | Sanji Inoue        | Giappone          |       |      |
| II    | 3    | Leslie King        | Trinidad e Tobago |       |      |
| III   | 1    | Giordano Turrini   | Italia            | 11"47 | Q    |
| III   | 2    | José Pittaro       | Argentina         |       |      |
| III   | 3    | Jocelyn Lovell     | Canada            |       |      |
| IV    | 1    | Omar Pkhak'adze    | Unione Sovietica  | 11"26 | Q    |
| IV    | 2    | Miloš Jelínek      | Cecoslovacchia    |       |      |
| IV    | 3    | Ian Alsop          | Gran Bretagna     |       |      |
| V     | 1    | Roger Gibbon       | Trinidad e Tobago | 10"70 | Q    |
| V     | 2    | Peder Pedersen     | Danimarca         |       |      |
| V     | 3    | András Baranyecz   | Ungheria          |       |      |
| VI    | 1    | Jackie Simes       | Stati Uniti       | 10"72 | Q    |
| VI    | 2    | Robert Van Lancker | Belgio            |       |      |
| VI    | 3    | Serhiy Kravtsov    | Unione Sovietica  |       |      |
| VII   | 1    | Ivan Kučírek       | Cecoslovacchia    | 11"38 | Q    |
| VII   | 2    | Reg Barnett        | Gran Bretagna     |       |      |
| VII   | 3    | José Mercado       | Messico           |       |      |
| VIII  | 1    | Gordon Johnson     | Australia         | 11"06 | Q    |
| VIII  | 2    | Jan Jansen         | Paesi Bassi       |       |      |
| VIII  | 3    | Carlos Roqueiro    | Argentina         |       |      |
| IX    | 1    | Jürgen Barth       | Germania Ovest    | 10"95 | Q    |
| IX    | 2    | Dino Verzini       | Italia            |       |      |
| IX    | 3    | John Nicholson     | Australia         |       |      |
| X     | 1    | Niels Fredborg     | Danimarca         | 11"09 | Q    |
| X     | 2    | Leijn Loevesijn    | Paesi Bassi       |       |      |
| X     | 3    | Daniel Goens       | Belgio            |       |      |

### Recuperi secondo turno
Prova unica il vincente agli ottavi di finale, i restanti eliminati.
| Serie | Pos. | Atleta             | Nazione           | Tempo | Note |
| ----- | ---- | ------------------ | ----------------- | ----- | ---- |
| I     | 1    | Serhiy Kravtsov    | Unione Sovietica  | 10"87 | Q    |
| I     | 2    | Sanji Inoue        | Giappone          |       |      |
| II    | 1    | Leslie King        | Trinidad e Tobago | 11"16 | Q    |
| II    | 2    | José Mercado       | Messico           |       |      |
| II    | 3    | Ian Alsop          | Gran Bretagna     |       |      |
| III   | 1    | Tim Mountford      | Stati Uniti       | 11"31 | Q    |
| III   | 2    | Peder Pedersen     | Danimarca         |       |      |
| IV    | 1    | Robert Van Lancker | Belgio            | 10"99 | Q    |
| IV    | 2    | András Baranyecz   | Ungheria          |       |      |
| V     | 1    | Reg Barnett        | Gran Bretagna     | 11"01 | Q    |
| V     | 2    | John Nicholson     | Australia         |       |      |
| VI    | 1    | Jan Jansen         | Paesi Bassi       | 11"13 | Q    |
| VI    | 2    | Daniel Goens       | Belgio            |       |      |
| VI    | 3    | José Pittaro       | Argentina         |       |      |
| VII   | 1    | Dino Verzini       | Italia            | 11"04 | Q    |
| VII   | 2    | Carlos Roqueiro    | Argentina         |       |      |
| VIII  | 1    | Leijn Loevesijn    | Paesi Bassi       | 11"91 | Q    |
| VIII  | 2    | Jocelyn Lovell     | Canada            |       |      |

### Ottavi di finale
Prova unica il vincente ai quarti di finale, i restanti ai recuperi.
| Serie | Pos. | Atleta             | Nazione           | Tempo | Note |
| ----- | ---- | ------------------ | ----------------- | ----- | ---- |
| I     | 1    | Daniel Morelon     | Francia           | 11"00 | Q    |
| I     | 2    | Leslie King        | Trinidad e Tobago |       |      |
| I     | 3    | Reg Barnett        | Gran Bretagna     |       |      |
| II    | 1    | Pierre Trentin     | Francia           | 10"96 | Q    |
| II    | 2    | Serhiy Kravtsov    | Unione Sovietica  |       |      |
| II    | 3    | Robert Van Lancker | Belgio            |       |      |
| III   | 1    | Giordano Turrini   | Italia            | 10"96 | Q    |
| III   | 2    | Jürgen Barth       | Germania Ovest    |       |      |
| III   | 3    | Leijn Loevesijn    | Paesi Bassi       |       |      |
| IV    | 1    | Omar Pkhak'adze    | Unione Sovietica  | 10"94 | Q    |
| IV    | 2    | Tim Mountford      | Stati Uniti       |       |      |
| IV    | 3    | Niels Fredborg     | Danimarca         |       |      |
| V     | 1    | Jan Jansen         | Paesi Bassi       | 11"06 | Q    |
| V     | 2    | Roger Gibbon       | Trinidad e Tobago |       |      |
| V     | 3    | Gordon Johnson     | Australia         |       |      |
| VI    | 1    | Dino Verzini       | Italia            | 10"81 | Q    |
| VI    | 2    | Jackie Simes       | Stati Uniti       |       |      |
| VI    | 3    | Ivan Kučírek       | Cecoslovacchia    |       |      |

### Recuperi ottavi di finale
Prova unica il vincente alla finale recuperi, i restanti eliminati
| Serie | Pos. | Atleta             | Nazione           | Tempo | Note |
| ----- | ---- | ------------------ | ----------------- | ----- | ---- |
| I     | 1    | Jürgen Barth       | Germania Ovest    | 10"98 | Q    |
| I     | 2    | Robert Van Lancker | Belgio            |       |      |
| I     | 3    | Reg Barnett        | Gran Bretagna     |       |      |
| II    | 1    | Leijn Loevesijn    | Paesi Bassi       | 10"66 | Q    |
| II    | 2    | Roger Gibbon       | Trinidad e Tobago |       |      |
| II    | 3    | Serhiy Kravtsov    | Unione Sovietica  |       |      |
| III   | 1    | Jackie Simes       | Stati Uniti       | 10"92 | Q    |
| III   | 2    | Niels Fredborg     | Danimarca         |       |      |
| III   | 3    | Leslie King        | Trinidad e Tobago |       |      |
| IV    | 1    | Tim Mountford      | Stati Uniti       | 10"79 | Q    |
| IV    | 2    | Gordon Johnson     | Australia         |       |      |
| IV    | 3    | Ivan Kučírek       | Cecoslovacchia    |       |      |

#### Finale recuperi
Prova unica il vincente ai quarti di finale, i restanti eliminati.
| Serie | Pos. | Atleta          | Nazione        | Tempo | Note |
| ----- | ---- | --------------- | -------------- | ----- | ---- |
| I     | 1    | Jürgen Barth    | Germania Ovest | 11"30 | Q    |
| I     | 2    | Jackie Simes    | Stati Uniti    |       |      |
| II    | 1    | Leijn Loevesijn | Paesi Bassi    | 11"09 | Q    |
| II    | 2    | Tim Mountford   | Stati Uniti    |       |      |

### Quarti di finale
Eliminazione diretta al meglio delle tre prove.
| Serie | Pos. | Atleta           | Nazione          | 1ª Manche | 2ª Manche | 3ª Manche | Note |
| ----- | ---- | ---------------- | ---------------- | --------- | --------- | --------- | ---- |
| I     | 1    | Daniel Morelon   | Francia          | 11"09     | 11"26     |           | Q    |
| I     | 2    | Leijn Loevesijn  | Paesi Bassi      |           |           |           |      |
| II    | 1    | Pierre Trentin   | Francia          | 11"49     | 12"09     |           | Q    |
| II    | 2    | Jürgen Barth     | Germania Ovest   |           |           |           |      |
| III   | 1    | Giordano Turrini | Italia           |           | 10"97     | 11"12     | Q    |
| III   | 2    | Jan Jansen       | Paesi Bassi      | 10"50     |           |           |      |
| IV    | 1    | Omar Pkhak'adze  | Unione Sovietica |           | 11"35     | 10"86     | Q    |
| IV    | 2    | Dino Verzini     | Italia           | 11"14     |           |           |      |

### Semifinali
Eliminazione diretta al meglio delle tre prove.
| Serie | Pos. | Atleta           | Nazione          | 1ª Manche | 2ª Manche | 3ª Manche | Note |
| ----- | ---- | ---------------- | ---------------- | --------- | --------- | --------- | ---- |
| I     | 1    | Daniel Morelon   | Francia          |           | 10"76     | 10"69     | Q    |
| I     | 2    | Omar Pkhak'adze  | Unione Sovietica | 10"69     |           |           |      |
| II    | 1    | Giordano Turrini | Italia           | 11"76     | 11"24     |           | Q    |
| II    | 2    | Pierre Trentin   | Francia          |           |           |           |      |

### Finali
Eliminazione diretta al meglio delle tre prove.
| Pos.      | Atleta           | Nazione          | 1ª manche | 2ª manche | 3ª manche |
| --------- | ---------------- | ---------------- | --------- | --------- | --------- |
| 1&2 posto |                  |                  |           |           |           |
| Oro       | Daniel Morelon   | Francia          | 11"27     | 10"68     |           |
| Argento   | Giordano Turrini | Italia           |           |           |           |
| 3&4 posto |                  |                  |           |           |           |
| Bronzo    | Pierre Trentin   | Francia          | 11"57     |           | 10"92     |
| 4         | Omar Pkhak'adze  | Unione Sovietica |           | 11"53     |           |